# ريالمونتي
ريالمونتي (بالإيطالية: Realmonte)‏ هي بلدية في مقاطعة أغريجنتو في صقلية الإيطالية.

## السكان
في سنة 1861 بلغ عدد السكان 1٬927 نسمة، وتطور العدد ليصل في سنة 2011 لـ 4٬487 نسمة.
يظهر هذا المخطط البياني تطور النمو السكاني لـ ريالمونتي

## توأمة
لريالمونتي اتفاقيات توأمة مع كل من:
- Hornaing [الإنجليزية]‏ (17 سبتمبر 2011 - )[5]
- بيرم (2011 - )
- إبلبورن (2013 - )